# Tȟašúŋke Kȟokípȟapi
Tȟašúŋke Kȟokípȟapi (1830 – 13 luglio 1893) è stato un condottiero nativo americano, appartenente alla tribù dei Sioux Oglala.
Il suo nome significa letteralmente "Hanno Paura del suo Cavallo", oppure "Il suo Cavallo fa Paura", a significare che già solo il suo cavallo, all'apparire, ispirava terrore, ma è comunemente conosciuto nella letteratura storica come "Giovane Uomo che Teme i suoi Cavalli", traduzione assai fantasiosa del suo nome lakota originale.
Nel 1866, Tȟašúŋke Kȟokípȟapi si unì alle forze di Nuvola Rossa quando i Sioux decisero di attaccare i distaccamenti militari degli Stati Uniti intenti a costruire fortini lungo la pista di Bozeman, che attraversava i territori di caccia della nazione sioux, nella zona del fiume Powder nel Montana, dando luogo ad un conflitto conosciuto come "La Guerra di Nuvola Rossa".
Dopo l'accordo di pace di Fort Laramie, che nel 1868 pose fine alle ostilità, Tȟašúŋke Kȟokípȟapi si ritirò nell'area della Pine Ridge Agency nel Sud Dakota. Morì nel 1893 e le sue spoglie sono tuttora conservate nel cimitero presbiteriano di Makansan, vicino ad Oglala City (Dakota del Sud).

## Bibliografia

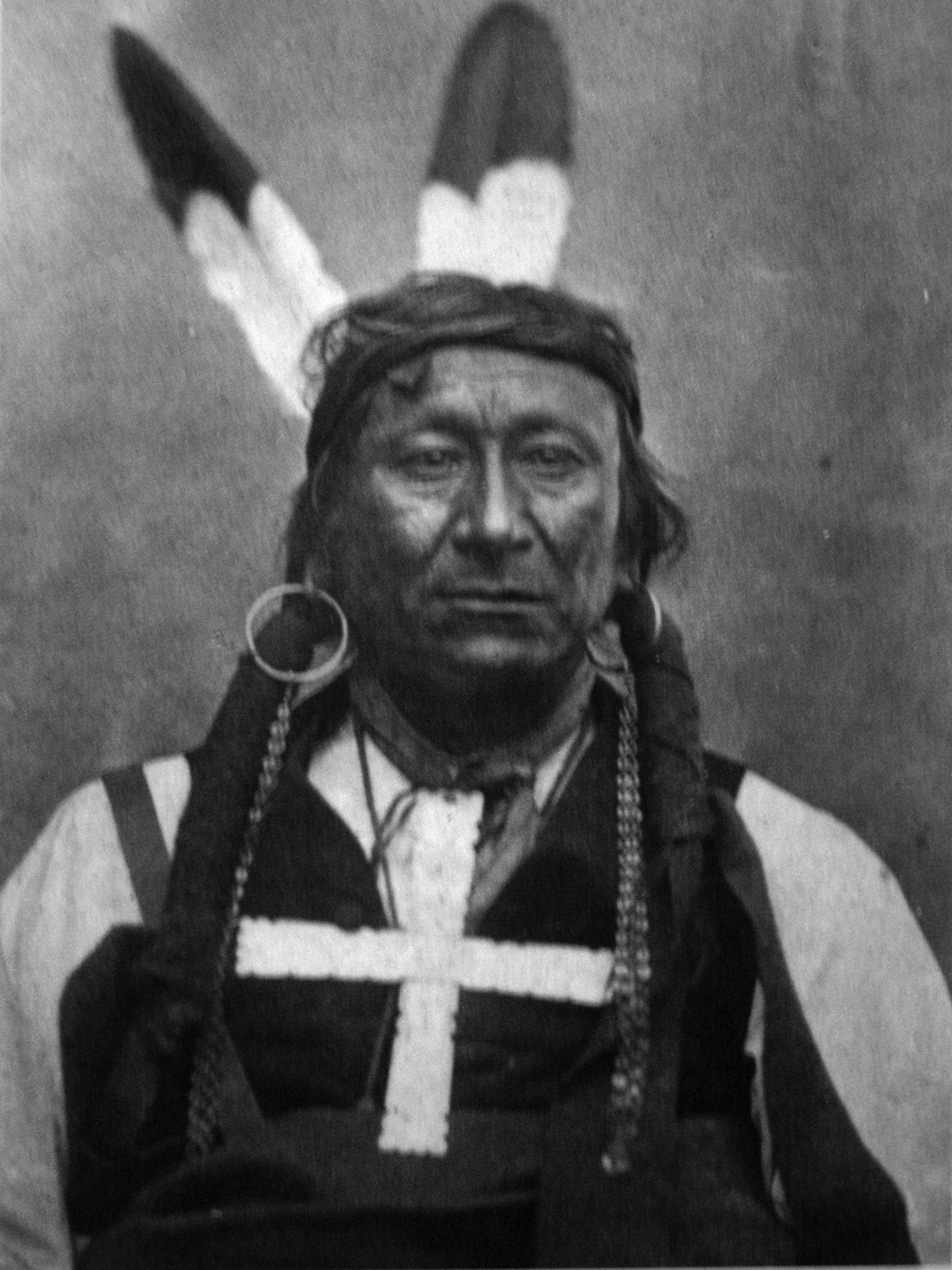
"Giovane Uomo che Teme i suoi Cavalli" (1890)